# 阿秋沙
51°25′17″N 33°0′5″E / 51.42139°N 33.00139°E
阿秋沙（烏克蘭語：Атюша），是烏克蘭北部切爾尼希夫州诺夫霍罗德-锡韦尔斯基区科罗普市镇的村落。始建於1650年，面積7.67平方公里，海拔高度127米，2024年人口1,026，人口密度每平方公里204.59人。

## 外部連結
- Село Атюша на перехресті століть
- Историческая информация о селе Атюша （页面存档备份，存于） （俄文）
- Погода в селі Атюша （页面存档备份，存于）